# Madelein Svensson
Pour les articles homonymes, voir Svensson.
Britta Madelein Svensson (née le 20 juillet 1969 à Sollefteå) est une athlète suédoise spécialiste de la marche athlétique. Elle obtient tous ses résultats en grands championnats sur 10 kilomètres marche.

## Carrière

### Palmarès
| Date | Compétition              | Lieu      | Résultat | Performance |
| ---- | ------------------------ | --------- | -------- | ----------- |
| 1990 | Championnats d'Europe    | Split     | 17e      | 48 s 19     |
| 1991 | Coupe du monde de marche | San José  | 13e      | 45 s 57     |
| 1991 | Championnats du monde    | Tokyo     | 2e       | 43 min 13 s |
| 1992 | Jeux olympiques d'été    | Barcelone | 6e       | 45 min 17 s |
| 1993 | Coupe du monde de marche | Monterrey | 4e       | 45 s 53     |

### Records
| Épreuve              | Performance | Lieu   | Date            |
| -------------------- | ----------- | ------ | --------------- |
| 10 kilomètres marche | 42 min 14 s | Bergen | 15 février 1992 |